# فريدريك اندريه
فريدريك اندريه (بالفرنسية: Frédéric Andréi)‏ هو ممثل فرنسي، ولد في 23 أكتوبر 1959 في فرنسا.

## وصلات خارجية
- فريدريك اندريه على موقع IMDb (الإنجليزية)
- فريدريك اندريه على موقع ألو سيني (الفرنسية)
- فريدريك اندريه على موقع أول موفي (الإنجليزية)
- فريدريك اندريه على موقع قاعدة بيانات الأفلام السويدية (السويدية)
- فريدريك اندريه على موقع قاعدة بيانات الفيلم (الإنجليزية)
- فريدريك اندريه على موقع كينوبويسك (الروسية)